# Краснопілля (Баштанський район)
Краснопі́лля (до 2024 року — Червонопілля) — село в Україні, у Березнегуватській селищній громаді Баштанського району Миколаївської області. Населення становить 217 осіб.

## Назва
19 вересня 2024 року Верховна Рада підтримала перейменування села Червонопілля на Краснопілля. 26 вересня 2024 року перейменування набуло чинності.